# ワン・フット・イン・ザ・ブルース
『ワン・フット・イン・ザ・ブルース』（One Foot in the Blues）は、アメリカ合衆国のロック・バンド、ZZトップのコンピレーション・アルバム。1994年にワーナー・ブラザース・レコードから発売された。ZZトップが過去に発表した作品のうち、ブルース色の強い楽曲が収録されている。
アメリカでは『ビルボード』のブルース・アルバム・チャートで10位に達した。また、スイス、スウェーデン、ドイツでは総合アルバム・チャート入りしている。

## 収録曲
特記なき楽曲はビリー・ギボンズ、ダスティ・ヒル、フランク・ベアードの共作。
1. ブラウン・シュガー "Brown Sugar" (Billy Gibbons) – 5:20
  - アルバム『ZZトップ・ファースト・アルバム』（1971年）より。
2. ジャスト・ガット・バック・フロム・ベイビーズ "Just Got Back from Baby's" (B. Gibbons, Bill Ham) – 4:09
  - アルバム『ZZトップ・ファースト・アルバム』（1971年）より。
3. ア・フール・フォー・ユア・ストッキング "A Fool for Your Stockings" – 4:16
  - アルバム『皆殺しの挽歌』（1979年）より。
4. アイ・ニード・ユー・トゥナイト "I Need You Tonight" – 6:15
  - アルバム『イリミネイター』（1983年）より。
5. あの娘はクルマに夢中 "She Loves My Automobile" – 2:23
  - アルバム『皆殺しの挽歌』（1979年）より。
6. ハイ・ファイ・ママ "Hi Fi Mama" – 2:24
  - アルバム『皆殺しの挽歌』（1979年）より。
7. ホット・ブルー・アンド・ライチャス "Hot, Blue and Righteous" (B. Gibbons) – 3:17
  - アルバム『トレス・オンブレス』（1973年）より。
8. マイ・ヘッド・イズ・イン・ミシシッピ "My Head's in Mississippi" – 4:20
  - アルバム『リサイクラー』（1990年）より。
9. ローダウン・イン・ザ・ストリート "Lowdown in the Street" – 2:49
  - アルバム『皆殺しの挽歌』（1979年）より。
10. 彼女の心が得られたら "If I Could Only Flag Her Down" – 3:39
  - アルバム『イリミネイター』（1983年）より。
11. アポロジャイズ・トゥ・パーリー "Apologies to Pearly" (B. Gibbons, B. Ham, Dusty Hill, Frank Beard) – 2:44
  - アルバム『リオ・グランデ・マッド』（1972年）より。
12. アフター・ザ・レイン "Sure Got Cold After the Rain Fell" (B. Gibbons) – 6:47
  - アルバム『リオ・グランデ・マッド』（1972年）より。
13. バーベキュー "Bar-B-Q" (B. Gibbons, B. Ham) – 3:21
  - アルバム『リオ・グランデ・マッド』（1972年）より。
14. オールド・マン "Old Man" – 3:32
  - アルバム『ZZトップ・ファースト・アルバム』（1971年）より。
15. サーティファイド・ブルース "Certified Blues" (B. Gibbons, B. Ham, F. Beard) – 3:25
  - アルバム『ZZトップ・ファースト・アルバム』（1971年）より。
16. 2000ブルース "2000 Blues" – 4:42
  - アルバム『リサイクラー』（1990年）より。
17. ヘヴン・ヘル・オア・ヒューストン "Heaven, Hell or Houston" – 2:32
  - アルバム『エル・ロコ』（1981年）より。

## 参加ミュージシャン
- ビリー・ギボンズ - ボーカル、 ギター
- ダスティ・ヒル - ボーカル、ベース
- フランク・ベアード - ドラムス、パーカッション